# Lü Buwei
Lü Buwei (chinesisch 呂不韋 / 吕不韦, Pinyin Lǚ Bùwéi; auch Lü Bu We, Lü Bu-wei, Lü Puwei oder Lü Pu-wei; * um 300 v. Chr.; † 236 oder 235 v. Chr., also zur Zeit der Streitenden Reiche) war ein chinesischer Kaufmann, Politiker und Philosoph. Er veranlasste als Gönner der Gelehrten (Philosophen) seiner Zeit die Abfassung einer Schrift der „vermischten Schulen“ mit dem Titel Frühling und Herbst des Lü Buwei.

## Der Kaufmann und Politiker
Lü Buwei war Großkaufmann im Staate Zhao. Es ist nicht bekannt, mit welchen Gütern er handelte, doch sein Reichtum und Einfluss müssen beträchtlich gewesen sein. Infolge von kriegerischen Auseinandersetzungen zwischen Zhao und dem Nachbarstaat Qin befand sich Prinz Zhuangxiang aus Qin als Geisel in Zhao. Durch Lü Buweis Einflussnahme und vermutlich auch Bestechung, konnte 257 v. Chr. Zhuangxiang wieder in seine Heimat Qin zurückkehren, dort wurde er als Thronfolger eingesetzt. Lü Buwei begleitete den Prinzen und wurde in Folge im Staate Qin ansässig. Als Zhuangxiang schließlich 250 v. Chr. König in Qin wurde, ernannte er Lü Buwei zu seinem Kanzler. Lü Buwei vereinigte damit in seiner Person sowohl wirtschaftliche Macht als Großkaufmann, als auch politische Macht als Staatskanzler. Dies war umso bemerkenswerter, da er nach der in dieser Zeit gültigen Einteilung als Kaufmann noch hinter Gelehrten, Bauern und Handwerkern auf der niedrigsten Gesellschaftsstufe stand. Nach dem frühen Tod von König Zhuangxiang im Jahre 247 v. Chr., übte Lü Buwei für dessen unmündigen Sohn Zheng als Vormund die Regentschaft aus. Kurz nach Regierungsantritt von König Zheng (dem späteren Ersten Kaiser) im Jahre 237 v. Chr. wurde er von diesem abgesetzt, woraufhin Lü Buwei sich ins Privatleben zurückzog. Andere Quellen sprechen davon, dass Lü Buwei erst nach einer blutigen Auseinandersetzung entmachtet werden konnte. Als Grund ist anzunehmen, dass sein beinahe unumschränkter Einfluss ihn zu einem „Staat im Staate“ werden ließen und dieser Machtfaktor vielen als Gefahr erschien, auch zog seine Stellung zahlreiche Neider an, die seine Absetzung betrieben. Selbst ohne öffentliche Stellung glaubte König Zheng und seine Regierung in Lü Buwei ein Angst machendes Risiko zu sehen und so verbannte der König ihn schließlich außer Landes. Aus Furcht vor einer öffentlichen Hinrichtung, setzte Lü Buwei auf dem Weg ins Exil seinem Leben selbst ein Ende, vermutlich durch Gift. Andere Quellen sprechen jedoch davon, dass er auf dem Weg ins Exil vergiftet wurde.

## Der Philosoph
In jener Zeit galt es als Zeichen von Macht und Größe, bedeutende Gelehrte und Künstler in sein Haus einzuladen und dadurch an Prestige zu gewinnen, manchmal wurden solcherart mehr als 1000 Gäste über längere Zeit von einem Haus verpflegt. Da solche Großzügigkeit enorme Summen verschlang und der immer mehr verarmende Adel sich dies immer weniger leisten konnte, übernahmen bereits öfter reiche Kaufleute diese Gepflogenheit. Damit eng verbunden war die angestrebte Steigerung des gesellschaftlichen Ansehens. Auch Lü Buwei gehörte zu diesem Kreis von Gönnern, von ihm wird berichtet, dass er zeitweise sogar 3000 solcher Gäste in seinem Haus beherbergte und bewirtete. Vermutlich verlangte und bekam Lü Buwei von vielen seiner Gäste eine schriftliche oder mündliche Zusammenfassung ihres Wissens und ihrer Erkenntnisse. Lü Buwei besaß dabei den Ehrgeiz, aus dieser Vielzahl von Essays eine komprimierte Sammlung von Anweisungen, rechten Handlungen, Gesetzmäßigkeiten und Ritualen im Einklang mit den kosmischen Gesetzen zu destillieren – das Lüshi chunqiu (auch Lü-shi ch'un-ch'iu, Lü-shi chun-qiu, Lü-sche tschun-tjiu oder Lü Schi Tschun Tsiu), in deutscher Übersetzung den Frühling und Herbst des Lü Buwei. In gewisser Weise war es die erste Enzyklopädie der Welt, sie erschien 240 oder 239 v. Chr.
Frühling und Herbst des Lü Buwei ist weder dem Konfuzianismus noch dem Daoismus zuzuordnen. In den ersten chinesischen Katalogen, die überwiegend von konfuzianistisch geprägten Bibliographen erstellt wurden, ordnete man das Werk in der Kategorie „vermischte Schriften“ ein. Aus der Sicht dieser Bibliographen handelte es sich um ein „Sammelsurium aus verschiedenen Denkrichtungen“. Sinologen halten das Werk für eine unverzichtbare Quelle, die wichtige Ansätze zu wirtschaftlichen, gesellschaftlichen und philosophischen Themen des 3. Jahrhunderts v. Chr. überliefert hat.

## Darstellungen
Tuscheporträt von Liu Guangyun ca. 60 × 40 cm mit dem Titel 今朝吕不韋印象 „Jinchao Lü Buwei yinxiang“ (Bildnis eines modernen Lü Buwei) (1995)